# Mark Knowles

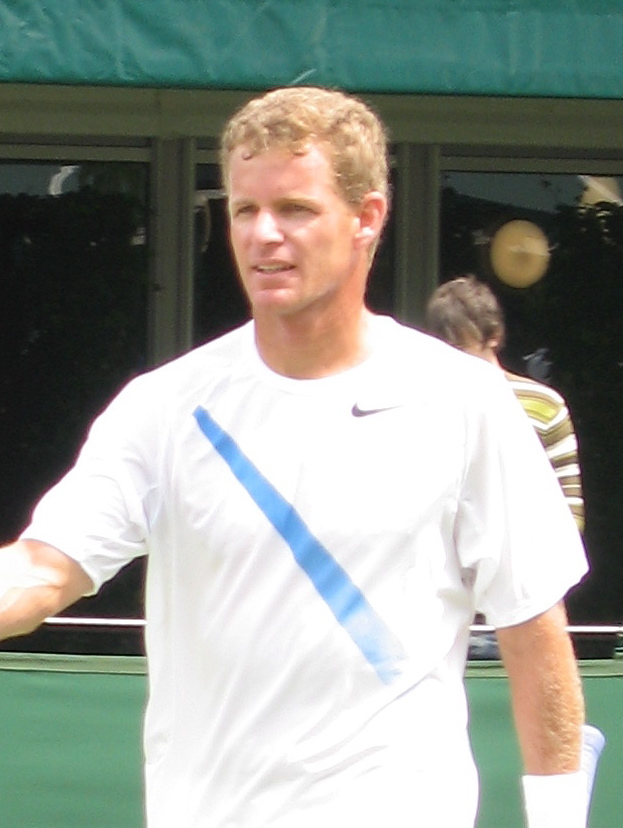
Mark Knowles

Mark Knowles, född 4 september 1971 i Nassau, Bahamas, är en professionell tennisspelare.